# Raoul Bénard
Pour les articles homonymes, voir Bénard.
Raoul René Alphonse Bénard, né le 30 septembre 1881 à Elbeuf et mort le 27 avril 1961 à Hendaye, est un graveur-médailleur français.

## Biographie
Il est l'élève de Jules Chaplain.
Il remporte le prix de Rome en 1911 ainsi qu'une médaille d'argent au Salon des artistes français en 1922.
Il est pensionnaire de la villa Médicis de 1911 à 1920.
Il est le créateur des médailles des Jeux olympiques d'hiver de 1924 à Chamonix-Mont-Blanc ainsi que des médailles commémoratives des Jeux olympiques d'été de 1924 à Paris.
Il est nommé chevalier de la Légion d'honneur en 1927.
Il est l'auteur d'un monument à la mémoire de Henri Beraldi inauguré à Luchon en 1933.

## Distinctions
- Chevalier de la Légion d'honneur (décret du 7 septembre 1927)